# Grâce-Uzel
Grâce-Uzel [gʁas yzɛl] (Gras-Uzel en breton) est une commune française située dans le département des Côtes-d'Armor en région Bretagne.

## Géographie
Grâce-Uzel se situe à 30 km de Saint-Brieuc et à 10 km de Loudéac.
|             | Saint-Hervé | Gausson  |
| Saint-Thélo | Grâce-Uzel  | La Motte |
|             | Trévé       |          |

### Hydrographie
Pour un article plus général, voir Réseau hydrographique des Côtes-d'Armor.
La commune est située dans le bassin Loire-Bretagne. Elle n'est drainée par aucun cours d'eau,.

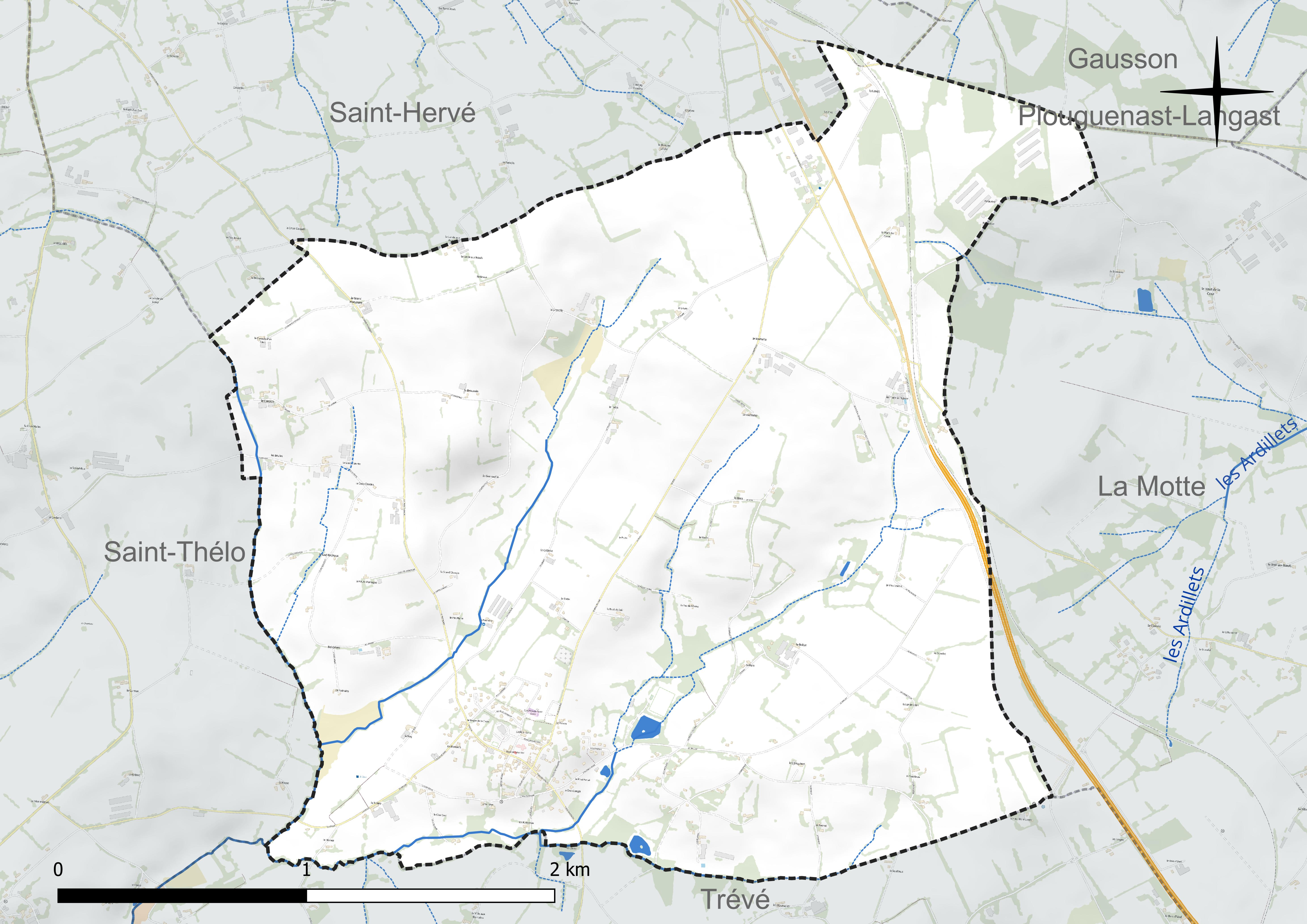
Réseau hydrographique de Grâce-Uzel.

### Climat
Pour des articles plus généraux, voir Climat de la Bretagne et Climat des Côtes-d'Armor.
En 2010, le climat de la commune est de type climat océanique franc, selon une étude du CNRS s'appuyant sur une série de données couvrant la période 1971-2000. En 2020, Météo-France publie une typologie des climats de la France métropolitaine dans laquelle la commune est exposée à un climat océanique et est dans la région climatique  Finistère nord, caractérisée par une pluviométrie élevée, des températures douces en hiver (6 °C), fraîches en été et des vents forts. Parallèlement l'observatoire de l'environnement en Bretagne publie en 2020 un zonage climatique de la région Bretagne, s'appuyant sur des données de Météo-France de 2009. La commune est, selon ce zonage, dans la zone « Intérieur », exposée à un climat médian, à dominante océanique.  
Pour la période 1971-2000, la température annuelle moyenne est de 10,8 °C, avec une amplitude thermique annuelle de 11,8 °C. Le cumul annuel moyen de précipitations est de 914 mm, avec 14,4 jours de précipitations en janvier et 7 jours en juillet. Pour la période 1991-2020, la température moyenne annuelle observée sur la station météorologique la plus proche, située sur la commune de Loudéac à 8 km à vol d'oiseau, est de 11,5 °C et le cumul annuel moyen de précipitations est de 922,6 mm,. Pour l'avenir, les paramètres climatiques de la commune estimés pour 2050 selon différents scénarios d'émission de gaz à effet de serre sont consultables sur un site dédié publié par Météo-France en novembre 2022.

## Urbanisme

### Typologie
Au 1er janvier 2024, Grâce-Uzel est catégorisée commune rurale à habitat dispersé, selon la nouvelle grille communale de densité à 7 niveaux définie par l'Insee en 2022.
Elle est située hors unité urbaine. Par ailleurs la commune fait partie de l'aire d'attraction de Loudéac, dont elle est une commune de la couronne,. Cette aire, qui regroupe 22 communes, est catégorisée dans les aires de moins de 50 000 habitants,.

### Occupation des sols
L'occupation des sols de la commune, telle qu'elle ressort de la base de données européenne d’occupation biophysique des sols Corine Land Cover (CLC), est marquée par l'importance des territoires agricoles (100 % en 2018), une proportion identique à celle de 1990 (100 %). La répartition détaillée en 2018 est la suivante : 
terres arables (56,3 %), prairies (30,6 %), zones agricoles hétérogènes (13,1 %). L'évolution de l’occupation des sols de la commune et de ses infrastructures peut être observée sur les différentes représentations cartographiques du territoire : la carte de Cassini (XVIIIe siècle), la carte d'état-major (1820-1866) et les cartes ou photos aériennes de l'IGN pour la période actuelle (1950 à aujourd'hui).

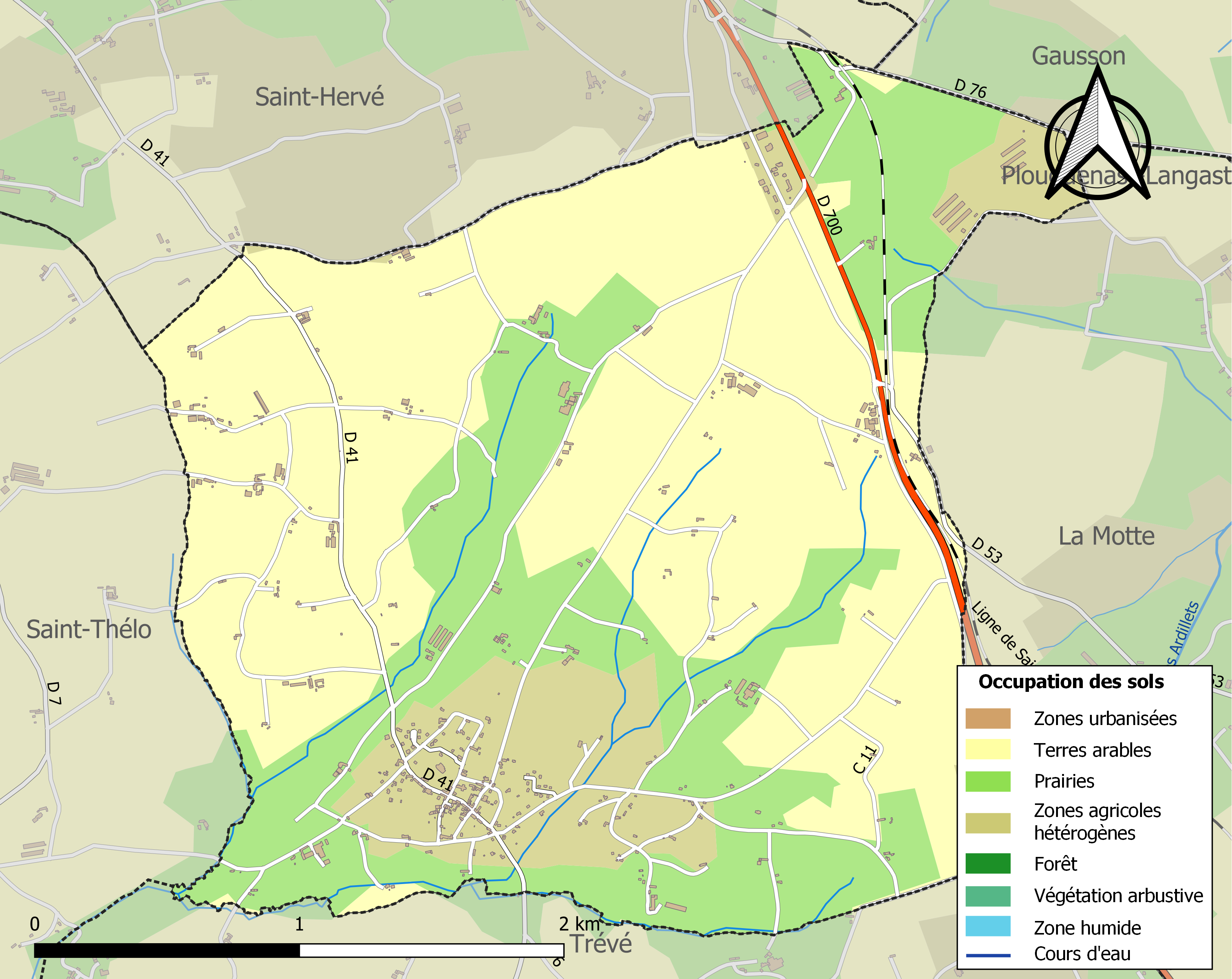
Carte des infrastructures et de l'occupation des sols de la commune en 2018 (CLC).

## Toponymie
C'est en 1639, par décision de l'évêque de S. Brieuc, qu'une partie de l'antique paroisse de Cadélac est détachée pour créer une desserte paroissiale, mise sous le vocable de Notre-Dame de l'Assomption près de Uzel. D'où le nom Notre-Dame de Grâce sous Uzel. À la Révolution, la paroisse devenue commune fut dénommée Grâce. Les registres municipaux attestent Grâces avec un s jusqu'en 1877. 
Le nom de la localité est attesté sous les formes Grace en 1801, Grâce en 1877 et Grâce-Uzel à la suite du décret du 12 novembre 1890.
Le nom de Grâce-Uzel vient de l'ancienne chapelle Notre-Dame-de-Grâce.

## Histoire
Jadis, Grâce-Uzel était partiellement couvert par la forêt des Lorges comme l'attestent maints lieux-dits. Grâce-Uzel était un démembrement de la paroisse de Cadélac. À partir de 1639, la trêve de Notre-Dame-de-Grâce dépend de la paroisse de Loudéac. Au siècle suivant, Grâce-Uzel, qui se nommait à ce moment Grace, avait mille communiants. En 1789, lorsque la Révolution commença, le recteur de Grace, Thomas-Mathurin Carcreff, refusa de signer le serment obligatoire du clergé et s'exila à Jersey. Il revient en 1801 à Grace où il demeura jusqu'à sa mort en 1806, il fut qualifié de vicaire de Grace.
On rencontra plusieurs appellations lors des siècles : Grace (au XVIIe siècle), Grâce (à partir de 1877) et ce ne fut qu'à partir de 1890 qu'on nomma la commune Grâce-Uzel grâce au décret du 12 novembre 1890.
Ses habitants sont les Gracieux, Gracieuses.
D'une superficie de 795 ha, elle était située, à l'origine, sur la route des diligences qui faisaient la route entre Rennes et Concarneau. La commune s'est construite autour d'une chapelle érigée à cet endroit (Notre Dame de Bon Voyage). Les voyageurs faisaient une pause et les marchands achetaient les toiles de lin aux habitants, une des principales production locale à l'époque, notamment les toiles fines des linges d'autel.
La commune a changé plusieurs fois de nom, Grace (1801) puis Grâce (1877) et enfin Grâce-Uzel (décret du 12 novembre 1890) pour la différencier de Grâces à côté de Guingamp.
La mairie date du XVIIIe siècle et les plus anciennes maisons du bourg sont datées de 1646 à 1793.
Une halle aux toiles s'élevait sur la place.

### LeXXesiècle

#### Les guerres duXXesiècle
Le monument aux morts porte les noms de 41 soldats morts pour la Patrie :
- 36 sont morts durant la Première Guerre mondiale ;
- 4 sont morts durant la Seconde Guerre mondiale ;
- 1 est mort durant la guerre d'Indochine.

## Politique et administration
| Période                                  | Période     | Identité         | Étiquette | Qualité                       |
| ---------------------------------------- | ----------- | ---------------- | --------- | ----------------------------- |
| juin 1995                                | 2014        | Louis Jouanny    | PS        | Retraité - Conseiller général |
| mars 2014                                | 23 mai 2020 | Sébastien Gillot | DVG       | Agent technique               |
| 23 mai 2020                              | En cours    | François Hindré, |           |                               |
| Les données manquantes sont à compléter. |             |                  |           |                               |

## Démographie
L'évolution du nombre d'habitants est connue à travers les recensements de la population effectués dans la commune depuis 1793. Pour les communes de moins de 10 000 habitants, une enquête de recensement portant sur toute la population est réalisée tous les cinq ans, les populations de référence des années intermédiaires étant quant à elles estimées par interpolation ou extrapolation. Pour la commune, le premier recensement exhaustif entrant dans le cadre du nouveau dispositif a été réalisé en 2004.

En 2022, la commune comptait 429 habitants, en évolution de +0,94 % par rapport à 2016 (Côtes-d'Armor : +1,78 %, France hors Mayotte : +2,11 %).
| 1793  | 1800  | 1806  | 1821  | 1831  | 1836  | 1841  | 1846  | 1851  |
| ----- | ----- | ----- | ----- | ----- | ----- | ----- | ----- | ----- |
| 1 422 | 1 354 | 1 100 | 1 357 | 1 480 | 1 391 | 1 293 | 1 968 | 1 246 |

| 1856  | 1861  | 1866  | 1872  | 1876  | 1881  | 1886  | 1891  | 1896 |
| ----- | ----- | ----- | ----- | ----- | ----- | ----- | ----- | ---- |
| 1 181 | 1 200 | 1 240 | 1 178 | 1 152 | 1 141 | 1 103 | 1 032 | 967  |

| 1901 | 1906 | 1911 | 1921 | 1926 | 1931 | 1936 | 1946 | 1954 |
| ---- | ---- | ---- | ---- | ---- | ---- | ---- | ---- | ---- |
| 878  | 889  | 862  | 653  | 618  | 633  | 619  | 588  | 488  |

| 1962 | 1968 | 1975 | 1982 | 1990 | 1999 | 2004 | 2006 | 2009 |
| ---- | ---- | ---- | ---- | ---- | ---- | ---- | ---- | ---- |
| 475  | 435  | 386  | 365  | 418  | 401  | 402  | 399  | 407  |

| 2014 | 2019 | 2022 | - | - | - | - | - | - |
| ---- | ---- | ---- | - | - | - | - | - | - |
| 429  | 430  | 429  | - | - | - | - | - | - |

## Lieux et monuments
- L'église Notre-Dame.